# Jezierna Struga
Jezierna Struga (Jeziorna Struga) – struga, dopływ Łeby o długości 4,89 km i powierzchni zlewni 15,7 km².
Źródła strugi znajdują się na południe od miejscowości Pobłocia. Struga przepływa przez obszar gminy Główczyce w powiecie słupskim, przez wieś Pobłocie i kilka kilometrów dalej uchodzi do Łeby – powyżej ujścia Chabrowskiej Strugi. 
Nazwa "Jezierna Struga" została wprowadzona w 1953 roku na miejsce "See Gr.". Zarządzenie z 1953 roku klasyfikuje również Jezierną Strugę jako strumień.